# شهرستان رونگ (سیچوآن)
شهرستان رونگ (به انگلیسی: Rong County) یک شهرستان در چین است که در زیگانگ واقع شده‌است.